# Puff, the Magic Dragon
 (décembre 2020).
Si vous disposez d'ouvrages ou d'articles de référence ou si vous connaissez des sites web de qualité traitant du thème abordé ici, merci de compléter l'article en donnant les références utiles à sa vérifiabilité et en les liant à la section « Notes et références ».

Puff, the Magic Dragon est une chanson écrite par Leonard Lipton (en) et Peter Yarrow et popularisée par le groupe Peter, Paul and Mary dans leur album Moving, sorti en 1963, puis sous forme de single.

## Paroles
Les paroles de la chanson racontent l'histoire d'un dragon éternel, Puff, qui est l'ami d'un jeune garçon, Jackie Paper. Celui-ci devient adulte et délaisse son ami dragon qui se retrouve seul et déprimé. 
Ce texte se base sur un poème écrit en 1959 par Leonard Lipton, alors étudiant à l'Université Cornell, qui s'était lui-même inspiré d'un poème d'Ogden Nash intitulé « Custard the Dragon ». Lipton, qui était ami avec le colocataire de Yarrow, se servit de la machine à écrire de Yarrow pour écrire le poème. Yarrow trouva le texte, le modifia et le mit en chanson. Il reprit contact avec Lipton plusieurs années plus tard pour lui demander l'autorisation de chanter son texte ; Lipton perçoit encore aujourd'hui des droits d'auteur sur cette chanson.

## Adaptations
Claude François, avec Colette Rivat, l'a adapté en 1970 : Puff le dragon magique
La chanson fut également adaptée en film d'animation de 30 minutes pour la télévision en 1978. Cette adaptation connut deux suites : Puff the Magic Dragon in the Land of Living Lies, en 1979, et Puff and the Incredible Mr. Nobody en 1982.
En 2007, la chanson fut adaptée en livre pour enfant par Yarrow, Lipton et l'illustrateur Eric Puybaret. 
En 2007, le pianiste de jazz anglais Jason Rebello sort un album intitulé "Jazz Rainbow" sur lequel figure la chanson "Puff, the Magic Dragon", arrangée  pour un trio de jazz.  
En 2009, la chanson fut reprise par Cho KyuHyun, l'un des chanteurs du groupe de pop sud-coréen Super Junior et elle fut interprétée à l'occasion de leurs tournée « The 2nd Asia Tour – Super Show 2 ».
En 2011, la chanson fut reprise par le groupe Pink Martini dans l'album 1969 avec Saori Yuki.
La chanson a été parodiée par Paul Shanklin sous le titre Barack the Magic Negro.